# Catedral de Nom Pen
La Catedral de Nom Pen o bien la Catedral de Nuestra Señora (en francés: Cathédrale de Phnom Penh o Cathédrale Notre Dame) fue una iglesia de estilo gótico francés del siglo XIX que sirvió como catedral del Vicariato Apostólico de Nom Pen en el país asiático de Camboya. Se encontraba en el Distrito Keo de la ciudad en el Bulevar Monivong, Russei.
La construcción de la catedral comenzó en el siglo XIX y fue supervisada por el gobierno colonial francés en Camboya. El estilo arquitectónico ha sido descrito como parecido a la catedral de Reims. Poco después de que los jemeres rojos conquistaron Nom Pen al final de la guerra civil de Camboya, la catedral fue destruida.
A pesar de su destrucción completa, el solar de la antigua catedral se convirtió en el lugar de la celebración de Navidad en 1979, año en que el régimen de los Jemeres Rojos fue derrocado. El ayuntamiento de Nom Pen ahora ocupa el lugar de la antigua catedral.